# Botkino
Botkino (russisch Боткино, deutsch Beyershof) ist ein kleiner Ort in der russischen Oblast Kaliningrad. Er gehört zur kommunalen Selbstverwaltungseinheit Munizipalkreis Osjorsk im Rajon Osjorsk.

## Geographische Lage
Botkino liegt 14 Kilometer nordwestlich der Rajonstadt Osjorsk (Darkehmen/Angerapp) an der Kommunalstraße 27K-160 von Sadowoje (Szallgirren/Kreuzhausen) an der Regionalstraße 27A-037 (ex A197) nach Krasnojarskoje (Sodehnen) an der Regionalstraße 27A-043 (ex R508). Ein Bahnanschluss besteht nicht.

## Geschichte
Beyershof war vor 1945 ein Wohnplatz innerhalb der Gemeinde Jurgaitschen (1938–1945 Jürgenfelde, heute russisch: Judino), in dem 1863 64 und 1905 68 Einwohner gezählt wurden.
1945 kam der Ort mit dem gesamten nördlichen Ostpreußen zur Sowjetunion. 1950 erhielt er den russischen Namen „Botkino“ und wurde dem Dorfsowjet Nowostrojewski selski Sowet in Rajon Osjorsk zugeordnet. Von 2008 bis 2014 gehörte Botkino zur Landgemeinde Nowostrojewskoje selskoje posselenije, von 2015 bis 2020 zum Stadtkreis Osjorsk und seither zum Munizipalkreis Osjorsk.

## Kirche
Mit seiner überwiegend evangelischen Bevölkerung war Beyershof vor 1945 in das Kirchspiel Trempen (seit 1946: Nowostrojewo) eingepfarrt und gehörte so zum Kirchenkreis Darkehmen (1938–1946 Angerapp, seit 1946: Osjorsk) in der Kirchenprovinz Ostpreußen der Kirche der Altpreußischen Union.
Heute liegt Botkino im Einzugsbereich der evangelischen Gemeinde der Salzburger Kirche in Gussew (Gumbinnen) innerhalb der Propstei Kaliningrad in der Evangelisch-Lutherischen Kirche Europäisches Russland  (ELKER).